# Anjeza Shahini
Anjeza Shahini (ur. 4 maja 1987 w Tiranie) – albańska wokalistka.

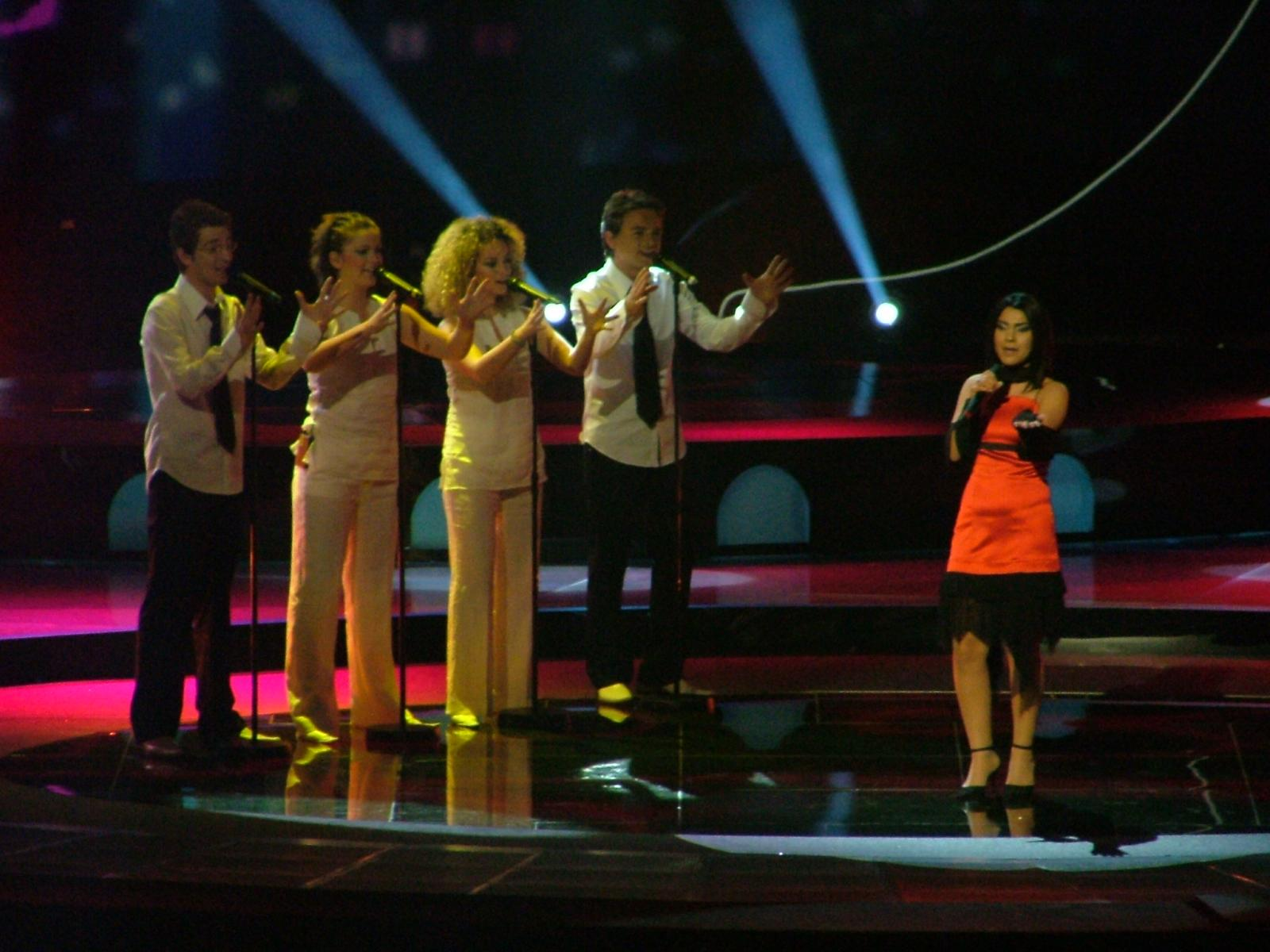
Występ Anjezy Shahini na Festiwalu Eurowizji (2004)

Zwyciężczyni pierwszej edycji programu Ethes e se premtes mbrema (2003). Zdobywczyni pierwszej nagrody na Festivali i Këngës (2004) i dwukrotnie drugiej nagrody na kolejnych edycjach festiwalu (2010, 2013). Reprezentantka Albanii z utworem „The Image of You” w 49. Konkursie Piosenki Eurowizji (2004), w którym zajęła 7. miejsce zdobywając 106 punktów. Zdobywczyni nagrody specjalnej na Festiwalu Pieśni Magicznej (Kënga Magjike 2007). Uczestniczka konkursu Top Fest 2011.
Jest mężatką (mąż Paul Connolly jest brytyjskim dyplomatą), ma córkę Tori.

## Dyskografia
- Erdhi momenti (2008)